# Flaveria mcdougallii
Flaveria mcdougallii là một loài thực vật có hoa trong họ Cúc. Loài này được Theroux, Pinkava & D.J.Keil mô tả khoa học đầu tiên năm 1977.